# Ectolopha
Ectolopha é um gênero de traça pertencente à família Arctiidae.